# Manuel Vieira Pinto
Manuel Vieira Pinto (São Pedro de Aboim, 8 dicembre 1923 – Porto, 30 aprile 2020) è stato un arcivescovo cattolico portoghese, arcivescovo di Nampula in Mozambico dal 1984 al 2000.

## Biografia
È nato a São Pedro de Aboim l'8 dicembre 1923. Ha ricevuto l'ordinazione sacerdotale il 7 agosto 1949 per la diocesi di Porto.
Osteggiato dal regime fascista, si rifugiò a Roma. Il 21 aprile 1967 è stato nominato vescovo di Nampula. Primo arcivescovo metropolita di Nampula a seguito dell'elevazione della diocesi di Nampula al rango di arcidiocesi metropolitana, è rimasto in carica fino al 16 novembre 2000. Dal 1992 al 1998 è stato anche amministratore apostolico della diocesi di Pemba.
È morto a Porto il 30 aprile 2020 all'età di 96 anni.

## Genealogia episcopale e successione apostolica
La genealogia episcopale è:
- Cardinale Scipione Rebiba
- Cardinale Giulio Antonio Santori
- Cardinale Girolamo Bernerio, O.P.
- Arcivescovo Galeazzo Sanvitale
- Cardinale Ludovico Ludovisi
- Cardinale Luigi Caetani
- Cardinale Ulderico Carpegna
- Cardinale Paluzzo Paluzzi Altieri degli Albertoni
- Papa Benedetto XIII
- Papa Benedetto XIV
- Papa Clemente XIII
- Cardinale Marcantonio Colonna
- Cardinale Giacinto Sigismondo Gerdil, B.
- Cardinale Giulio Maria della Somaglia
- Cardinale Carlo Odescalchi, S.I.
- Vescovo Eugène de Mazenod, O.M.I.
- Cardinale Joseph Hippolyte Guibert, O.M.I.
- Cardinale François-Marie-Benjamin Richard
- Cardinale Pietro Gasparri
- Cardinale Clemente Micara
- Cardinale Jozef-Ernest Van Roey
- Cardinale Maximilien de Fürstenberg
- Arcivescovo James Joseph Byrne

La successione apostolica è:
- Vescovo Germano Grachane, C.M. (1990)
- Arcivescovo Tomé Makhweliha, S.C.I. (1998)